# Дітер Земецкі
Дітер Земецкі (нім. Dieter Semetzky, 3 листопада 1949) — німецький академічний веслувальник.
Срібний призер Олімпійських Ігор 1968 року в складі розпашної четвірки зі стерновим.